# Konstantin Päts
Konstantin Päts (23. února 1874, Tahkuranna – 18. ledna 1956, Buraševo) byl meziválečný estonský politik, pětkrát předseda vlády, diktátor a poslední prezident samostatného Estonska. Začínal jako levicový žurnalista, postupem času se přiklonil ke konzervativní a autoritativní diktatuře. Odpůrci mu vytýkali rozsáhlé obchodní podnikání a těsné styky se SSSR (Päts např. zprostředkoval tajný prodej ruského zlata na Západ).

## Život
Narodil se v rolnické rodině v malé obci na mořském pobřeží v jihozápadním Estonsku. Studoval práva, ale roku 1901 založil estonsky psané noviny Teataja (Hlasatel) a stal se levicovým novinářem.
V roce 1904 se stal místostarostou Tallinnu.
Při estonském povstání roku 1905 (jež vypuklo v souvislosti s ruskou revolucí) vyzýval ve svém listě ke zdrženlivosti, přesto byl carskými úřady (Estonsko bylo tehdy součástí Ruské říše) označen za jednoho z hlavních iniciátorů nepokojů a byl odsouzen k smrti. Podařilo se mu uprchnout ze země, nejprve do Švýcarska, posléze do Finska. Do Estonska se mohl vrátit roku 1910, přesto musel na krátký čas (1910-1911) do vězení.
V roce 1917 začal působit v hnutí za estonskou nezávislost, jež byla vyhlášena v únoru 1918. Byl jedním ze tří členů Výboru na záchranu Estonska, který 24. února vydal Estonskou deklaraci nezávislosti, načež se Päts stal předsedou prozatímní vlády. Vzápětí byl zatčen německými vojáky, kteří v té době estonské území okupovali, ale po příměří v listopadu 1918 byl propuštěn a mohl pokračovat ve funkci. V prozatímní vládě zastával též funkci ministra zahraničí (1918) a ministra války (1918-1919), takže řídil estonská vojska ve válce o nezávislost (proti Rudé armádě a tzv. Baltské domobraně).
Po vybojování nezávislého státu se postavil do čela pravicové agrárnické strany (Põllumeeste Kogud, později Asunikkude ning väikemaapidajate Koondis). V letech 1922–1923 byl předsedou parlamentu (Riigikogu) a pětkrát zastával funkci riigivana (kombinace prezidenta a premiéra). Na konci jeho posledního období začal v Estonsku růst vliv fašistického hnutí Vaps (Eesti Vabadussõjalaste Keskliit). Aby zabránil nástupu spíše proněmeckého hnutí k moci, provedl Päts státní převrat (s podporou armády i parlamentu), nechal zatknout vůdce hnutí a přisoudil si diktátorské pravomoci. Roku 1935 založil Vlasteneckou ligu (Isamaaliit), která byla jedinou povolenou stranou v zemi. Roku 1937 se nechal zvolit tzv. prezidentem-regentem a roku 1938, po přijetí nové ústavy, prezidentem. Byl oslavován jako osvoboditel a zachránce národa, města mu stavěla pomníky a udělovala čestná
občanství. Jeho autoritářský režim (zvaný někdy „čas ticha“) trval až do okupace Estonska Sovětským svazem v červnu 1940. Päts musel podepsat množství prosovětských a vlastně protiústavních dekretů a pak byl Sověty zatčen. I s rodinou byl deportován do obce Buraševo u Tveru, asi 130 km severozápadně od Moskvy, kde v internaci zemřel roku 1956.

## Vyznamenání
- Kříž svobody I. třídy, I. stupně – Estonsko, 23. února 1920[1]
- Kříž svobody III. třídy, I. stupně – Estonsko, 14. prosince 1920[2]
- Řád estonského červeného kříže III. třídy – 22. února 1921[3]
- Řád estonského červeného kříže I. třídy – Estonsko, 25. listopadu 1925[4]
- Řád orlího kříže I. třídy – Estonsko, 14. února 1929[5]
- rytíř Řádu bílé orlice – Polsko, 1934[6]
- Řád bílé hvězdy I. třídy s řetězem – Estonsko, 24. dubna 1938[7]
- Řád státního znaku I. třídy s řetězem – Estonsko, 24. dubna 1938[8]
- velkokříž Řádu Dannebrog – Dánsko
- velkokříž Řádu čestné legie – Francie
- vellkokříž Řádu svatého Mauricia a svatého Lazara – Italské království
- velkokříž Řádu tří hvězd – Lotyšsko